# Eisenstadt Méir ben Izsák
Eisenstadt Méir ben Izsák (Litvánia, 1670 – Kismarton, 1744. június 6.) kismartoni rabbi, híres talmudjogász.

## Életrajza
A Sach oldalági leszármazottja. Előbb egy poseni községben, majd a radorni kormányzóságban, később Wormsban lett rabbi, ahol Wertheimer Sámson ajánlatára a Bész ha-Midrason Talmudot tanított. Midőn 1701-ben Wormsot a franciák megszállták, Prossnitzba, Morvaországba ment rabbinak. Itt szintén híres jesivát tartott s tanítványai közül való volt Eibenschütz Jonathán. 1711-ben ismét visszament a poseni Szydloviecbe rabbinak, de 1714-ben elfogadta a hitközség meghívását Kismartonba. Ekkor vette fel az Eisenstadt nevet. Az irodalomban Meir As néven is szerepel Eisenstadt (Kismarton) után, amelynek As kezdőbetűs rövidítése. Valamely okból azonban rövidesen el kellett hagynia Kismartont, bár hívei nagyrabecsülték. Három évig volt távol s ezalatt fia helyettesítette, azután visszatért s élete végéig ott működött, mint messze földön elismert tudós, aki főleg a talmudi jog terén volt nagy tekintély. Döntéseiért Németország legtávolabbi helyeiről csakúgy felkeresték, mint Törökországból és Olaszországból.

## Művei
- Or-ha-ganuz, jogi munka, mely a Ketubót traktátust és a Sulchan-Áruch-ot magyarázza (Fürthben jelent meg 1766.);
- Pónim Meirósz, responsumok és megjegyzések különböző talmudtraktátusokhoz (4 részben, Amszterdam, 1716-1739);
- Kosznósz-Or, homiletikus kommentárok a Pentateuch-hoz, mely unokájának, Eleazar Kalirnak Or Chódos című munkájával együtt Meóré És címen jelent meg 1766. Fürthben.